# 博绍
博绍是德国石勒苏益格－荷尔斯泰因州的一个市镇。总面积64.25平方公里，总人口3412人，其中男性1728人，女性1684人（2011年12月31日），人口密度53人/平方公里。